# آمده فورنیه
آمده فورنیه (فرانسوی: Amédée Fournier‎; ۷ فوریهٔ ۱۹۱۲ – ۳۰ مارس ۱۹۹۲) دوچرخه‌سوار اهل فرانسه بود.
وی در مسابقات کشوری و بین‌المللی در مجموع برندهٔ ۱ مدال نقره شده‌است.